# Canne (affluent de l'Aron)
Pour les articles homonymes, voir Canne.
La Canne est une rivière française de deuxième catégorie, qui coule dans le département de la Nièvre, dans le massif du Morvan. C'est un affluent de l'Aron en rive droite, donc un sous-affluent de la Loire par l'Aron.

## Géographie
La longueur de son cours d'eau est de 50,9 kilomètres.
La Canne prend naissance sur l'ouest de la commune de Saint-Saulge, dans le département de la Nièvre. Dans le bois communal de Saint-Saulge, à l'altitude 385 mètres elle rejoint l'étang Vaulois et s'appelle aussi pour Géoportail le ruisseau du Moulin du Bois
Elle coule globalement du nord-nord-ouest vers le sud-sud-est et traverse l'étang de Fleury la Tour.
Elle se jette dans l'Aron (rive droite) au sud de Saint-Gratien-Savigny, dans Cercy-la-Tour, à l'altitude 196 mètres et croise aussi le canal du Nivernais à une vingtaine de kilomètres en amont de Decize.

## Communes et cantons traversés
Dans le seul département de Nièvre, la Canne traverse douze communes et quatre cantons :
- dans le sens amont vers aval : Saint-Saulge (source), Saint-Franchy, Sainte-Marie, Jailly, Saxi-Bourdon, Rouy, Tintury, Fertrève, Montigny-sur-Canne, Saint-Gratien-Savigny, Cercy-la-Tour (confluence).

Soit en termes de cantons, la Canne prend source dans le canton de Saint-Saulge, traverse ou longe les canton de Châtillon-en-Bazois, canton de Saint-Benin-d'Azy et conflue sur le canton de Fours.

## Affluents
La Canne a treize affluents référencés dont quatre bras pour 6 kilomètres :
- le ruisseau du Champ de Chaume (rd) 2,6 km, sur les deux communes de Sainte-Marie et Jailly.
- le Giverdy (rd) 2,1 km, sur les deux communes de Sainte-Marie et Jailly.
- le ruisseau des Eaux de Brune (rg) 2,1 km, sur les trois communes de Saint-Saulge, Saxi-Bourdon et Jailly qui conflue dans l'Étang Neuf.
- le Narloup (rd) 1,2 km, sur les trois communes de Rouy, Saint-Saulge, Saxi-Bourdon.
- le ruisseau des Humes (rd) 3,2 km, sur les deux communes de Rouy, Saxi-Bourdon.
- le Trougny, ou ruisseau de la Fontaine en partie haute (rd) 9,3 km, sur les quatre communes de Rouy, Billy-Chevannes, Saxi-Bourdon et Tintury avec deux affluents :
  - le ruisseau de la queue de l'Étang (rg) 3,2 km, sur la seule commune de Saxi-Bourdon.
  - le Mussier (rd) 1,5 km, sur les deux communes de Rouy et Billy-Chevannes.
- les Fourmis (rg) 8,3 km, sur les quatre communes de Montapas, Rouy, Tintury et Frasnay-Reugny et confluant dans l'étang de Fleury-la-Tour[3].
- le Tramboulin (rg) 14,5 km, sur les cinq communes de Montapas, Rouy, Tintury, Alluy et Fertrève avec deux affluents :
  - un ruisseau de 0,5 km sur la seule commune de Tintury près des lieux-dits Grond, Pont du Roule, Perranges et Bois de Grond.
  - un ruisseau de 5,4 km sur les trois communes de Biches, Tintury et Alluy.
- le ruisseau de la Fontaine Chaude (rd) 2 km, sur les trois communes de Montigny-sur-Canne, Fertrève et Diennes-Aubigny.
- le Bouron (rg) 7,5 km, sur les quatre communes de Biches, Montigny-sur-Canne, Tintury, Fertrève.

## Hydrologie
La Canne est une rivière assez abondante, mais aussi irrégulière, comme la plupart des cours d'eau de l'est du bassin de la Loire. Son débit a été observé sur une période de 28 ans (répartis entre 1968-2005), à Montigny-sur-Canne, localité située à peu de distance de son confluent avec l'Aron. Le bassin versant de la rivière y est de 178 km2 (soit près de 95 % de sa totalité qui fait 190 km2 ou 202 km2 selon le SANDRE).
Le module de la rivière à Montigny-sur-Canne est de 2,06 m3/s.
La Canne présente des fluctuations saisonnières de débit très marquées, comme bien souvent dans le bassin ligérien, avec des hautes eaux d'hiver portant le débit mensuel moyen à un niveau situé entre 3,72 m3/s et 4,49 m3/s, de décembre à février inclus (avec un maximum en janvier), et des basses eaux d'été, de juillet à septembre, entraînant une baisse du débit moyen mensuel allant jusqu'à 0,23 m3/s au mois d'août. Mais les fluctuations de débit sont bien plus prononcées sur de plus courtes périodes, et en fonction des années.
À l'étiage, le VCN3 peut chuter jusque 0,014 m3/s, en cas de période quinquennale sèche, soit 14 litres par seconde, ce qui est très sévère, le cours d'eau étant alors réduit à quelques minces filets d'eau.
Les crues peuvent être assez importantes compte tenu de la petite taille de la rivière et de son bassin versant, et ne sont pas moindres proportionnellement que les crues de cours d'eau situés plus à l'est comme l'Alène ou l'Arroux et ses affluents par exemple. Les QIX 2 et QIX 5 valent respectivement 24 et 29 m3/s. Le QIX 10 est de 33 m3/s, le QIX 20 de 36 m3/s et le QIX 50 de 40 m3/s.
Le débit instantané maximal enregistré à Montigny-sur-Canne durant cette période de 28 ans, a été de 33,9 m3/s le 25 janvier 1995, tandis que la valeur journalière maximale était de 31,3 m3/s le lendemain, 26 janvier 1995. En comparant la première de ces valeurs avec l'échelle des QIX de la rivière, il apparait que cette crue n'était même pas d'ordre vicennal, et donc destinée à se reproduire régulièrement, environ tous les 12-15 ans.
Au total, la Canne est une rivière assez abondante, à l'instar de l'ensemble des cours d'eau affluents de l'Aron et issus de hauteurs bien arrosées. La lame d'eau écoulée dans son bassin versant est de 367 millimètres annuellement, ce qui est supérieur à la moyenne d'ensemble de la France tous bassins confondus, et aussi bien sûr à la moyenne du bassin de la Loire (244 millimètres). Le débit spécifique (ou Qsp) de la rivière atteint 11,6 litres par seconde et par kilomètre carré de bassin.

## Aménagements
Sur son cours, on rencontre les lieux-dits suivants : le Moulin du Bois, le Vieux Moulin, le Moulin Neuf, le Moulin de Chazault, le Moulin des Près, le Château de Fleury, le barrage et le gué de Crécy-sur-Canne, le Moulin de Montjardin, le Moulin du Gué, un ancien barrage, le Moulin de Challuy, le Moulin des Places, le Moulin Chevillon.

## Écologie
L'étang de Fleury la Tour est fréquenté par les ablettes, carpes, gardons, tanches, brèmes, brochets, sandres et perches.

## Toponymes
La Canne a donné son hydronyme à la commune de Montigny-sur-Canne et au lieu-dit Crécy-sur-Canne dans la commune de Fertrève.